# Se t'innamori muori
Se t'innamori muori è un singolo della cantante italiana Noemi, pubblicato il 12 febbraio 2025 come primo estratto dal settimo album in studio Nostalgia.
Il brano è stato presentato in gara durante la 75ª edizione del Festival di Sanremo, dove si è classificato al tredicesimo posto al termine della manifestazione.

## Antefatti e descrizione
Il brano è stato scritto in collaborazione con Mahmood, Blanco e Michele Zocca, quest'ultimo noto con lo pseudonimo Michelangelo, il quale ha anche curato la produzione con Miguel Duarte. Esso, avendo segnato l'ottava partecipazione dell'artista al Festival di Sanremo, è stato descritto in un'intervista in conferenza stampa:

## Accoglienza
Se t'innamori muori è stato accolto con recensioni generalmente favorevoli da parte della critica specializzata.
Andrea Laffranchi del Corriere della Sera scrive che le sonorità della melodia «indossa la classicità dell'orchestra con qualche svirgolo offerto dalla premiata ditta Mahmood-Blanco», mentre la cantante «entra col graffio e la potenza dentro le pieghe di un innamoramento che può avere tragicità e serenità». Gianni Sibilla di Rockol, sebbene non ne apprezzi l'ascolto senza l'orchestra del vivo, afferma che «esalta la bella voce, che graffia quando si alza» di Noemi. Filippo Ferrari di Rolling Stone Italia riporta che la canzone sia in linea con le produzioni precedenti della cantante, associandola a una possibile colonna sonora di un film di Ferzan Özpetek.

## Promozione
Dopo la conferma della cantante tra i big in gara al Festival di Sanremo 2025, annunciata da Carlo Conti al TG1 il 1º dicembre 2024, il titolo del brano è stato rivelato il 18 dicembre nel corso della finale della diciottesima edizione del concorso canoro Sanremo Giovani.

## Video musicale
Il video musicale, diretto da Federico Mazzarisi, è stato pubblicato in concomitanza all'uscita del brano attraverso il canale YouTube della cantante.

## Tracce
Testi e musiche di Alessandro Mahmoud, Riccardo Fabbriconi e Michele Zocca.
1. Se t'innamori muori – 3:10

## Classifiche
| Classifica (2025) | Posizione massima |
| ----------------- | ----------------- |
| Italia            | 19                |

## Date di pubblicazione
| Paese  | Data             | Formato                      | Etichetta  | Nota   |
| ------ | ---------------- | ---------------------------- | ---------- | ------ |
| Mondo  | 12 febbraio 2025 | Download digitale, streaming | Columbia   | [ 27 ] |
| Italia | 12 febbraio 2025 | Contemporary hit radio       | Sony Italy | [ 4 ]  |
| Italia | 14 febbraio 2025 | 7"                           | Columbia   | [ 28 ] |